# Ron Trent
Ron Trent (* 23. Mai 1973 in Chicago) ist ein amerikanischer DJ und Musikproduzent in der elektronischen Musikszene.

## Leben
Trents Vater war schon ein DJ gewesen, was schon in der Kindheit erste Einflüsse auf ihn hatte. 1990 veröffentlichte Ron, als er noch auf der Highschool war, auf Armandos Plattenlabel Warehouse Records den Track „Altered States“. Dieser Track war ein weltweiter Cluberfolg.
Danach begann er mit verschiedenen Produzenten aus Detroit, wie z. B. Chez Damier zu arbeiten. Unter anderem arbeitete er auch mit dem Berliner Produzenten Maurizio zusammen.

## Diskografie
Alben:
- Primitive Arts (Peacefrog Records, 1999)
- Ancient Future (Village Again, 2007)
- Dance Classic (Prescription, 2009)

Singles & EPs:
- The Afterlife (Warehouse Records, 1990)
- Love Affair (Clubhouse Records, 1992)
- Dance Floor Boogie Delites (Prescription Records, 1995)
- Dark Room (Balance, 1995)
- In The Spirit (Peacefrog Records, 1999)
- I Feel The Rhythm (Prescription Records, 1999)
- Love To The World (Future Vision Records, 2006)
- Look Beyond (Future Vision Records, 2008)

DJ Mixe:
- Mix the Vibe: Ron Trent Urban Afro Blues (King Street Sounds, 2001)
- Giant Step Records Sessions, Vol. 1 (Giant Step Records, 2001)
- Musical Reflections (R2, 2002)
- Deep and Sexy 2 (Wave Music, 2003)
- Abstract Afro Journey (King Street, 2004)
- Coast2Coast (NRK, 2007)
- Need2Soul, Vol. 1 (Need2Soul, 2008)